# 中国におけるクマのプーさんの検閲
本項では中国におけるクマのプーさんの検閲（ちゅうごくにおけるクマのプーさんのけんえつ）について述べる。習近平政権下の中華人民共和国はディズニーキャラクターのクマのプーさん（中国語: 小熊維尼）を検閲している。同国のインターネット上で、プーさんが中国共産党中央委員会総書記、すなわち中国の最高指導者である習近平と比較された結果であるとされる。プーさんは体型が似ているという理由で習を暗示するアイコンとして使われはじめ、反体制派による習および体制への揶揄や抵抗の材料となった。なお、同国でプーさんの本や玩具が完全に禁止されているわけではなく、上海ディズニーランドではプーさんをテーマとするアトラクションが運行されている。
以下特記なき場合、「プーさん」はディズニーキャラクターのバージョンを指す。

## 背景

### 中国における検閲
中華人民共和国を事実上一党独裁支配する中国共産党は広範囲にわたる検閲を行っている。その対象には毛沢東や文化大革命、六四天安門事件、チベットにおける人権、ウイグル人大量虐殺、台湾独立に関することなどがある。
また、インターネット空間の監視も強化している。グレート・ファイアウォールと呼ばれる検閲システムで政権に都合の悪いSNS投稿を削除している。一方で、仮想プライベートネットワーク（VPN）を使用し、国外サーバー経由でX（Twitter）などの国内では規制されているアプリケーションを利用する主に若者もいる。

## プーさん検閲の経緯

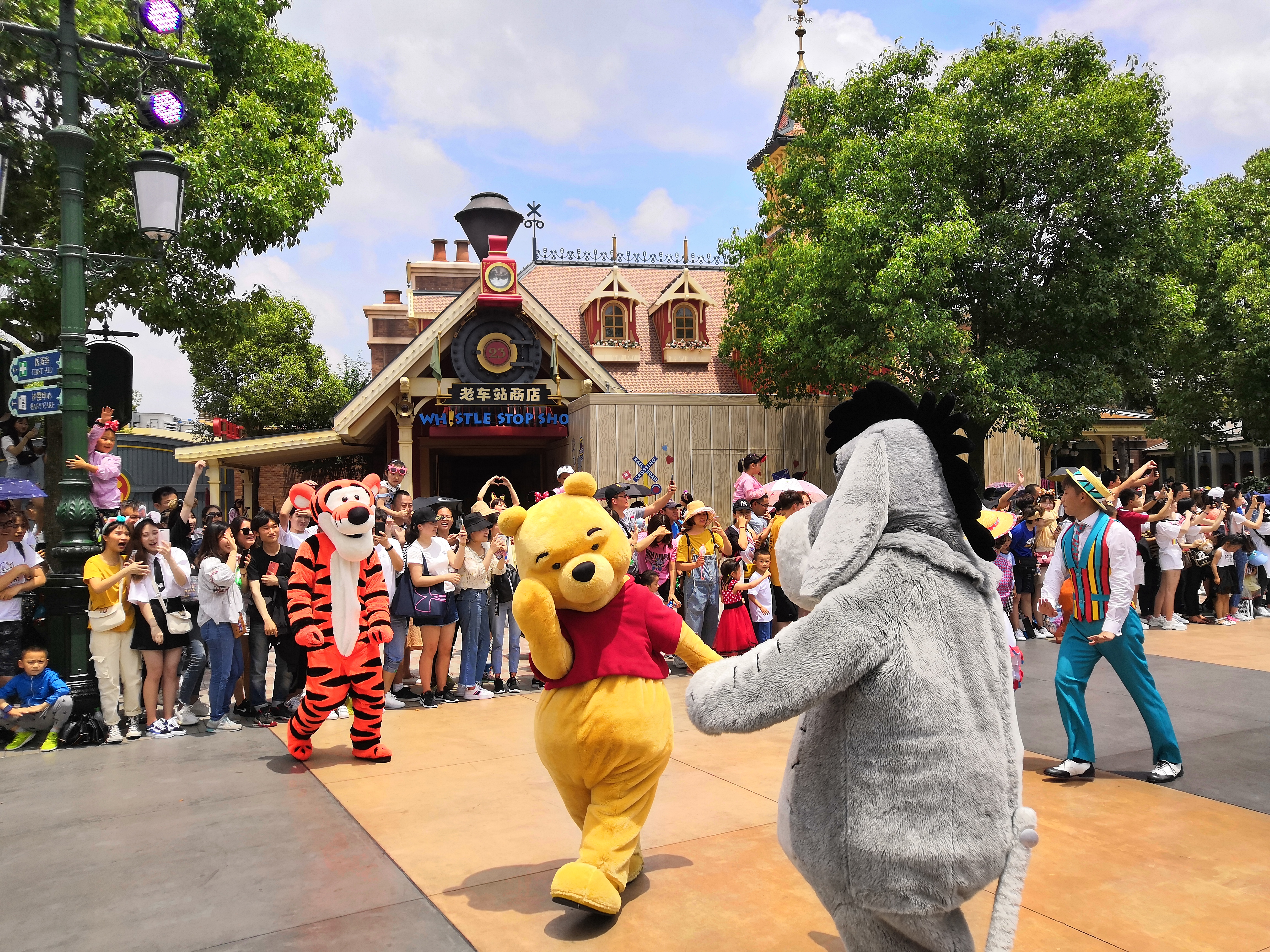
左からティガー、プーさん、イーヨー。上海ディズニーランド、2019年。

プーさんと習近平の比較は2013年に遡る。アメリカを訪問した習が同国大統領（当時）バラク・オバマと並んで歩く様子を、中国のネットユーザーがプーさんとその仲間ティガーになぞらえた。また翌2014年にも、耐え難い表情で握手をする習と日本の内閣総理大臣（当時）安倍晋三をプーさんとその仲間イーヨーににぞらえる画像がネット上で拡散された。これらの画像拡散が原因で、検閲当局によりプーさんの画像や言及の投稿がブロックされ始めた。
プーさんに改めて厳しい検閲が敷かれたのは中国共産党第19回全国代表大会を控えた2017年7月である。この党大会で習近平の中国共産党総書記2期目が始まり、英国放送協会（BBC）は「この状況では、たとえ可愛らしいクマだろうと、習氏の圧倒的権限を脅かす存在はまったく受け入れられないのだ」と評した。
また、CNNは検閲強化のきっかけが2017年7月13日に死去した中国の反体制活動家劉暁波の1枚の画像であるという説を報じている。この画像では、劉が笑顔でプーさんのデザインされたマグカップを持っていた。

## 事例や関連事象
プーさんが厳しい検閲の対象になった翌年の2018年、中国当局はディズニー映画『プーと大人になった僕』の公開を認めなかった。理由は明らかになっていないが、検閲の対象になったと指摘されている。
2019年10月、アメリカのテレビアニメ『サウスパーク』のエピソード「中国の大市場」（Band in China）にプーさんが登場した。話の中でプーさんは中国の刑務所に収監されており、その後ランディ・マーシュにより残酷な方法で殺害される。このエピソードが原因で、「中国の大市場」だけでなく『サウスパーク』そのものが中国で禁止された。
2023年3月21日、配給会社VIIピラーズ・エンターテインメントが、23日に予定していた『プー あくまのくまさん』の香港、マカオでの公開を中止すると発表した。監督のリース・フレイクウォーターフィールドはロイター通信に対し「映画館は上映に同意していたが、一夜にして全館が同じ中止決定を下した。偶然の一致ではないだろう」と述べており、政治的な背景があるとの見方がある。電影報刊及物品管理弁事所（香港の映画出版管理当局）は上映に許可証を発行したとして検閲を否定している一方、配給会社は中止の理由を明らかにしていない。

### 中国国外において
中華民国外交部は中国が『プーと大人になった僕』の公開を認めなかったことを受けて、Twitterに「台湾では全てのくまが平等につくられている」などと検閲を皮肉り、台湾の表現の自由をアピールした。
2023年4月9日、中華民国国防部が空軍操縦士の画像を公開した。画像のパイロットの軍服の肩近くには、同国国旗を手にするタイワンツキノワグマがプーさんをパンチする様子が描写されたワッペンが付いていた。ワッペンはミリタリーショップを営む徐福佑（アレック・スー）によってデザインされたもので、「このワッペンをデザインすることで軍の士気を高めたかった」と語っている。このワッペンは台湾空軍公式のものではないが、軍は士気を高めるものに対しては「オープンな姿勢を維持する」としている。